# بانک مرکزی مالت
بانک مرکزی مالت 
(به مالتی: Bank Ċentrali ta’ Malta) مرجع مالی و بانک مرکزی کشور مالت است که در ۱۷ آوریل ۱۹۶۸ تأسیس گشته‌است. در سال ۲۰۰۴ کشور مالت به اتحادیه اروپا پیوست و عضو و پیرو نظام اروپایی بانک‌های مرکزی شد. مسئولیت صدور اسکناس و سکه لیره مالت از جمله موارد فعالیت قبل از عضویت مالت در نظام یورو و استفاده از یورو در سال ۲۰۰۸ بود.